# Cydia molesta
La tignola orientale del pesco (Cydia molesta (Busck, 1916)) è un lepidottero originario dell'Asia orientale, che si è facilmente diffuso nelle Americhe, in Australia e nell'Europa occidentale.
In Italia ha cominciato a diffondersi all'inizio degli anni venti causando l'attacco e la successiva devastazione soprattutto delle drupacee.
Gli adulti appaiono come farfalle di medio-piccole dimensioni, possiedono ali di colore grigio-brunastro con screziature biancastre.
Le larve sono lunghe 10-15 mm e provocano danni sui germogli e sui frutti. Sono in genere le larve di prima generazione che, scavando gallerie longitudinali nelle zone midollari, provocano avvizzimenti e perdite dei germogli.
I danni sui frutti, ancora più gravi, comportano la fuoriuscita di un grumo di gomma e spesso, i frutti colpiti, sono soggetti alla cascola, a causa, inoltre, dei disfacimenti molli dovuti anche dalla presenza di agenti fungini.
La Cydia sverna come larva matura e compie 4-5 generazioni annuali.

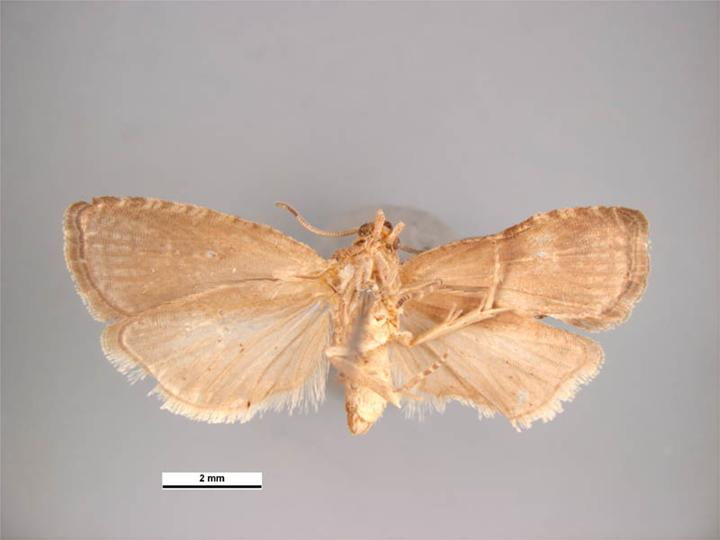
Vista ventrale

## Lotta
Si eseguono criteri di lotta guidata ed integrata, cioè su campionamenti degli organi attaccati oppure mediamente monitoraggi con trappole sessuali. Questi due parametri si possono attuare anche nello stesso momento per avere una maggior copertura.
Gli interventi chimici prevedono l'uso di: Azinfos-metile, Clorpirifos-etile, Carbaril, ecc., al superamento della soglia, che varia da 7-8 giorni, per la seconda generazione e 4-6 giorni, per le generazioni successive.
Si possono anche utilizzare prodotti a base di Bacillus thuringiensis, ssp. kurstaki, oppure chitino-Inibitori (come Teflubenzuron).